# Sinjarite
La sinjarite è un minerale.